# ベストラ (衛星)
ベストラ (Saturn XXXIX Bestla) は、土星の第39衛星である。逆行軌道で土星を公転する不規則衛星で、北欧群に属する。また、同じ北欧群のナルビと共にサブグループ（下位群）であるナルビ群を形成していると考えられている。
デビッド・C・ジューイット、スコット・S・シェパード、ブライアン・マースデン、ジャン・クレイナらの観測チームにより、2004年12月13日～2005年3月5日の間に行われた一連の観測によって発見された。最初に確認されたのは12月13日の観測である。観測にはすばる望遠鏡、W・M・ケック天文台、ジェミニ北望遠鏡の大型望遠鏡群が用いられた。2005年5月3日に小惑星センターのサーキュラーで他の11個の土星の新衛星の発見と合わせて報告され、S/2004 S 18 という仮符号が与えられた。
2007年4月5日に北欧神話の主神オーディンの母である霜の巨人の女性ベストラに因んで命名され、Saturn XXXIX という確定番号が与えられた。
土星からの平均距離は約 20,209,000 kmで、推定直径が約 7 km の小さい天体である。軌道離心率が 0.5 を超えている数少ない土星の衛星の一つである。発見当初の初期観測に基づく軌道要素の推定では、軌道離心率は 0.77 と極めて高い推定値が算出されていた。多くの巨大ガス惑星の遠方の不規則衛星と同様に、ベストラの軌道離心率や軌道傾斜角も、古在メカニズムによって変動していると考えられる。